# Mihai Eminescu (Botoșani)
Mihai Eminescu est un petit village de 570 habitants du județ de Botoșani, au nord de la Moldavie roumaine, situé à une quinzaine de kilomètres de Botoșani. 

## Personnalité
Mihai Eminescu, célèbre poète roumain, a vécu à Ipotești.